# Йоанна Пакула
Йоанна Пакула (пол. Joanna Pacuła; нар. 2 січня 1957, Томашів, ПНР) — акторка театру та кіно польського походження. Номінантка премій «Золотий глобус» (1984) і «Сатурн» (1990).

## Життєпис
У 1979 році закінчила Державну вищу театральну школу.

## Вибіркова фільмографія
| Рік  |   | Українська назва            | Оригінальна назва             | Роль             |
| ---- | - | --------------------------- | ----------------------------- | ---------------- |
| 2013 | ф | Вбий її, а не мене          | Kill Her, Not Me              | Джудіт           |
| 2013 | ф | -                           | ICE Agent                     | Шейла            |
| 2013 | ф | Медофф: Розкрадання Америки | Madoff: Made Off with America | Рут              |
| 2012 | ф | Викрадена дитина            | Stolen Child                  | Татьяна          |
| 2010 | ф | Чорна вдова                 | Black Widow                   | Олівія           |
| 2009 | ф | Веселка Шеннон              | Shannon's Rainbow             | Емілі Блер       |
| 2008 | с | Монк                        | Monk                          | Лейла Златавич   |
| 2007 | ф | Коли Ніцше плакав           | When Nietzsche Wept           | Матільда         |
| 2004 | ф | Московська спека            | Moscow Heat                   | Саша             |
| 1999 | ф | Вірус                       | Virus                         | Надя Виноградова |
| 1988 | ф | Поцілунок                   | The Kiss                      | Феліс            |
| 1987 | ф | Втеча з Собібору            | Escape from Sobibor           | Люка             |
| 1983 | ф | Парк Горького               | Gorky Park                    | Ірина Асанова    |
| 1976 | ф | Захисні кольори             | Barwy ochronne                | студентка        |